# Памятник Полетаеву
Памятник Полетаеву — памятник Герою Советского Союза Фёдору Полетаеву в Москве. Открыт накануне дня Победы 7 мая 1998 года. Скульптор В. В. Глебов. Установлен в Москве на пересечении Есенинского бульвара и улицы Ф. Полетаева.

## История
Фёдор Андрианович Полетаев (1909—1945) — гвардии рядовой, партизан, участник итальянского движения Сопротивления в годы Второй мировой войны, Герой Советского Союза, национальный герой Италии. Герой Сопротивления, Фёдор Андрианович Полетаев в Италии был известен по партизанской кличке Фёдор Поэтан.
Фёдор Полетаев прошёл лагеря военнопленных в Вязьме, Бердичеве, Мелеце, воевал в итальянском партизанском батальоне под командованием Нино Франки бригады «Орест», погиб в бою с фашистами в области Лигурия на севере Италии. Похоронен в Генуе на кладбище Стальено на воинском участке «Campo della Gloria» («Поле славы»). Удостоен звания Героя Советского Союза и высшей боевой награды Италии — золотой медали «За военную доблесть».
Памятник Полетаву в Москве открыт в 1998 году и представляет собой бюст героя, выполненный из гранита. Автор памятника скульптор В. В. Глебов-Вадбольский. Памятник представляет собой бюст героя, установленный на высоком цилиндрическом постаменте. Бюст в виде высеченного из куста гранита изображения Полетаева с постаментом установлен на низком прямоугольном гранитном постаменте. На передней стороне цилиндрического постамента выполнена надпись прорезными буквами: «Федор Полетаев». Сбоку от памятника на двух столбиках установлена гранитная доска, на которой высечены слова: «Полетаев Федор Андрианович 1909—1945 Герой Советского Союза гвардии рядовой Советской армии герой движения сопротивления в Италии погиб в Италии спасая жизнь боевых товарищей».

## Технические данные
Скульптура и постамент памятника выполнены из гранита. Прилегающая территория выложена тротуарными кирпичами.